# فرودگاه صحرایی بروس کمبل
فرودگاه صحرایی بروس کمبل (به انگلیسی: Bruce Campbell Field) یک فرودگاه همگانی با کد یاتا MBO است که یک باند فرود آسفالت دارد و طول باند آن ۱۳۵۵ متر است. این فرودگاه در شهر مدسن، میسیسیپی کشور ایالات متحده آمریکا قرار دارد و در ارتفاع ۹۹ متری از سطح دریا واقع شده‌است.